# 河南建院站
河南建院站是郑州地铁6号线的地铁车站，位于中华人民共和国河南省郑州市二七区马寨镇明晖路与工业路交叉口处，以附近的河南建筑职业技术学院命名，于2022年9月30日随6号线一期西段的开通而启用。

## 车站结构
河南建院站主体位于明晖路与工业路交叉口的地下，沿明晖路呈南北走向。该站主体结构为地下二层车站，B1层为站厅层，B2层为站台层。
| 1F  | 地面     | 所有出入口                                                       |
| B1F | 站厅     | 客服中心、自动售票机、行李检查、闸机、车站控制室、卫生间、母婴室 |
| B2F | █ 6号线  | 往清华附中方向（金桢路）                                         |
| B2F | 岛式站台 | 至站厅                                                           |
| B2F | █ 6号线  | 往贾峪方向（马寨）                                               |

### 站厅
河南建院站的站厅位于B1层，设有客服中心、自动售票机、安全检查、车站控制室等设施。站厅由闸机和栏杆分隔为付费区和非付费区，付费区内设有自动扶梯、步梯和无障碍电梯连接站台层。在站厅近C口通道处设卫生间和母婴室。

### 站台
河南建院站的B2层设一座岛式站台，呈南北向布置，两个站台面均安装有高站台门，其中西侧站台面由6号线下行（贾峪方向）列车使用，东侧站台面由6号线上行（清华附中方向）列车使用。

### 出入口
河南建院站设有A、B、C、D共4个出入口，连接地面和站厅，其中C口设无障碍电梯。各出入口信息如下表。
| 编号                              | 指示         | 接驳交通 |
| --------------------------------- | ------------ | -------- |
| （暂未启用）                      | 明晖路（东） |          |
|                                   | 明晖路（西） |          |
|                                   | 马米路（北） |          |
|                                   | 工业路（北） |          |
| 注： 设有无障碍电梯 \| 设有卫生间 |              |          |